# 逃亡者 PLAN B
『逃亡者 PLAN B』（とうぼうしゃ プラン ビー）は、韓国KBSにて2010年9月29日から12月8日まで放送されたテレビドラマ。全20話。

## あらすじ

### 序盤
探偵ジウは、美しく謎めいた女性ジニから、メルギデックという名前だけが手掛かりの捜索依頼を受ける。ジニの家が襲われ、ジウも命を狙われる。ジニの身元を調べると、ジニの祖父母と両親は事故で亡くなり、叔父夫婦も約1年前にラスベガスのホテルで変死していた。そのホテルのオーナーから捜査依頼を受け、事件を自殺と断定したのはジウだった。ジニはそれらの事件がメルギデックの仕業と確信していた。ジウは、自分を襲った相手から取り上げた携帯電話のデータを元にして、ごく短期間でメルギデックの関係者を突き止める。メルギデックは1枚の朝鮮銀行の紙幣を要求するが、ジニは持っていない。

### 中盤
ジニの恋人カイが、真実を知りたがるジニと、真実に急速に迫るジウを引き離すため、ジウをメルギデックに仕立て上げる。メルギデックの力は警察にまで及び、ジウが逮捕される。ジウは検察へ送致される途中で逃亡し、ジニの元に駆けつける。ジニはカイに違和感を持ちつつも、カイの矛盾した行動に対するジウの指摘を認めようとしないが、カイがメルギデックと話す姿を見る。ジウとジニは捕えられ、ヤン会長がメルギデックの黒幕という正体を現す。ジウはヤン会長に対して、一連の事件が朝鮮戦争の金塊輸送作戦に関連があると述べる。作戦を遂行したヤン会長とジニの祖父は、運べなかった金塊を隠した。ヤン会長はその金塊で事業を興し、ジニの祖父は隠し通した。ジニの祖父が隠した金塊の位置を示す朝鮮銀行の紙幣を、ジニの家族を殺してまで手に入れようとした。その金塊が発見されれば、不正が表沙汰になり、大統領候補の息子が失脚し、莫大な利権を獲得できなくなる。ヤン会長は真実を見抜いたジウと、ジニの殺害を指示するが、ジウは隙をついてジニを連れて逃亡する。ジウはヤン会長に操られていたと自覚し、ジニはジウの配慮を感じて信頼するようになる。ラスベガスの事件ファイルから、朝鮮銀行の紙幣の画像が見つかる。金塊を手に入れようとする者達が目の色を変えて絡み合うなか、ジウの作戦が成功し、２人は金塊を手に入れる。

### 終盤
金塊を目の当たりにしてジニの心が揺らぎ、ジニは金塊を持ってジウの元から離れる。ジニが金塊を持っているという知らせを受け、ヤン会長はジニを呼び出し、ジニの名を使ってカイとジウも呼び出す。２人は罠と知りながらもその場所へ行く。カイは無意識のうちにジニを危険にさらし、ジウは殺し屋を捕える。ジニは再びジウと行動を共にし、ジウが立てた綿密な計画に沿い、ヤン会長と対面する。ヤン会長は、事実の公表を迫るジニに、祖父も歴史上の共犯者だと話す。ジウの助言を受け、ジニは身内の悪事を暴くことになりかねないと知りながらも、全てを暴露しようと決める。しかし、金塊が盗まれ、ひとりで行動し始める。カイが記者にヤン会長と自らの罪を打ち明け、大きく報道される。大統領候補の記者会見で、ジニは候補とその父の罪を暴露する。ジウが自分の事務所で金塊をひとつ見つけ、記者会見に駆けつけ、金塊を公開する。２人は盗まれた金塊探しの旅に仲良く出掛け、ヤン会長はこめかみに銃口を向ける。

## 登場人物
ジウ - RAIN（ピ）
自称アジア最高の名探偵。お金と女が大好きなお調子者だが、仕事に対しては常に真剣に取り組む優秀な探偵。
ジニ - イ・ナヨン
メルギデックから追われ、ジウに恨みを抱きながらも能力を認め、希望を持つ。
ドス - イ・ジョンジン
ジウの逮捕に執念を燃やす、正義感の強い刑事。
カイ - ダニエル・ヘニー
ジウの登場に嫉妬心を抱く、ジニの恋人。船舶会社の事業家。
ユン・ソラン - ユン・ジンソ
ドスに恋する女刑事。
ファン・ミジン - ユン・ソナ
メルギデックの関係者。
ソフィー - ユリエル
メルギデックの正体を知る。カイの秘書。
ナカムラ・ファン - ソン・ドンイル
ジウが自分より優れた能力を持つと認める、ジウの師匠。
ヤン・ドゥヒ - ソン・ジェホ
大企業の会長で、各方面に強い影響力を持つ。カイの支援者。

## スタッフ
- 演出 - クァク・ジョンファン (「チュノ～推奴～」)
- 脚本 - チョン・ソンイル（「チュノ～推奴～」)

## 受賞
- 2010年 KBS演技大賞 助演賞(男) -ソン・ドンイル

## 関連商品
- DVD BOXI (2011年10月26日発売)販売元: ソニー・ピクチャーズエンタテインメント
- DVD BOXII (2011年11月23日発売)販売元: ソニー・ピクチャーズ エンタテインメント
- CD OST(2010年10月15日発売)販売元:Jakorea